# Серебряково (Емельяновский район)
Серебряко́во — деревня в Емельяновском районе Красноярского края России, входит в Частоостровский сельсовет.

## География
Расположена в центральной части Красноярского края, на реке Серебряковка в 36 км к востоку от посёлка Емельяново и в 30 км к северо-востоку от центра Красноярска (45 км по автодорогам).

## Население
| 2010 |
| ---- |
| 176  |

## Инфраструктура
Развитое сельское хозяйство. Личное подсобное хозяйство. 

## Транспорт
Через деревню проходит автодорога, связывающая Енисейский тракт и село Частоостровское.